# Sydkoreas administrativa indelning
Sydkoreas administrativa indelning har tre nivåer. Direkt under centralregeringen lyder sjutton enheter på provinsnivå, dessa indelas i sin tur i mindre enheter på kommunnivå som stadskommuner, stadsdistrikt och landskommuner. På den lägsta nivå återfinns köpingar, socknar, stadsdelar och byar.
Sydkoreas administrativa indelning har stora likheter med Nordkoreas, men är något mer komplex på lokal nivå.

## Provinsnivå

Sydkoreas administrativa indelning.

På provinsnivå indelas Sydkorea i åtta provinser, en särskild självstyrande provins, en särskild stad, en särskild självstyrande stad och sex storstäder. 

### Särskild stad
- 1. Seoul (서울특별시; 서울特別市)

### Storstäder
- 2. Busan (부산광역시; 釜山廣域市)
- 3. Daegu (대구광역시; 大邱廣域市)
- 4. Incheon (인천광역시; 仁川廣域市)
- 5. Gwangju (광주광역시; 光州廣域市)
- 6. Daejeon (대전광역시; 大田廣域市)
- 7. Ulsan (울산광역시; 蔚山廣域市)

### Provinser
- 8. Gyeonggi-do (경기도; 京畿道)
- 9. Gangwon-do (강원도; 江原道)
- 10. Norra Chungcheong (Chungcheongbuk-do; 충청북도; 忠淸北道)
- 11. Södra Chungcheong (Chungcheongnam-do; 충청남도; 忠淸南道)
- 12. Norra Jeolla (Jeollabuk-do; 전라북도; 全羅北道)
- 13. Södra Jeolla (Jeollanam-do; 전라남도; 全羅南道)
- 14. Norra Gyeongsang (Gyeongsangbuk-do; 경상북도; 慶尙北道)
- 15. Södra Gyeongsang (Gyeongsangnam-do; 경상남도; 慶尙南道)

### Särskild självstyrande provins
- 16. Jeju (제주특별자치도; 濟州特別自治道)

### Särskild självstyrande stad
- 17. Sejong (세종특별자치시; 世宗特別自治市)

## Kommunnivå

Karta över alla territoriella indelningar på kommunnivå i Sydkorea.

### Städer
En stad eller en stadskommun (si 시/市) är tillsammans med landskommunen en territoriell indelning av en provins och har en befolkning på 150 000 eller mer. Städer som har en befolkning på 500 000 eller mer indelas i stadsdistrikt (gu), medan städer med en befolkning på mindre än en halv miljon indelas i stadsdelar (dong).

### Stadsdistrikt
Ett stadsdistrikt (gu 구/區) är en territoriell indelning av en stad eller storstad. De flesta storstäder är indelade i stadsdistrikt, men Busan, Daegu, Incheon och Ulsan är också indelade i landskommuner. Stadsdistriktet liknar den funktion som boroughs har i flera engelsktalande länder och stadsdistriktet utför många av den funktioner som stadskommuner skulle utföra på andra orter. Stadsdistriktet indelas i sin tur i stadsdelar (dong).

### Landskommuner
En landskommun (gun 군/郡) är en territoriell indelning av en provins som har mindre än 150 000 invånare. När en landskommun uppnår mer än 150 000 invånare ombildas den till en stad. En landskommun kan också utgöras av ytterområden i en storstad.

## Lokalnivå

### Köping
Köpingen eller småstaden (eup 읍/邑) är en lägre indelning av en landskommun eller av vissa stadskommuner (si) med färre än 500 000 invånare. Huvudorten i en köping är i regel en medelstor tätort.

### Socken
En socken eller bykommun (myeon 면/面) är en lägre indelning av en landskommun eller av vissa stadskommuner (si) med färre än 500 000 invånare. En myeon har en lägre befolkning än en eup och utgör den lantliga delen av en landskommun eller stad. En socken har en minimibefolkning på 6 000 invånare.

### Stadsdel
De flesta stadsdistrikt indelas i stadsdelar (dong 동/洞), dessutom indelas städer utan stadsdistrikt i stadsdelar. Stadsdelen är den lägsta administrativa enheten som har egen personal och administration i städerna.
En del stadsdelar indelas i urbana byar (tong 통/統), men indelningar på denna nivå brukas sällan till vardags. Vissa stadsdelar indelas i gatuområden (ga 가/街), vilka endast fyller en funktion som adresser.

### By
Köpingar och socknar indelas i byar (ri 리/里), som är den lägsta administrativa enheten på landsbygden.

## Översikt
| Nivå | Gruppnamn                                                 | Typ                            | Hangul      | Hanja       | Romanisering          | Antal (2014) |
| ---- | --------------------------------------------------------- | ------------------------------ | ----------- | ----------- | --------------------- | ------------ |
| 1    | Lokalt självstyre på högre nivå 광역자치단체 廣域自治團體 | Provins                        | 도          | 道          | do                    | 8            |
| 1    | Lokalt självstyre på högre nivå 광역자치단체 廣域自治團體 | Särskild självstyrande provins | 특별 자치도 | 特別自治道  | teukbyeol-jachido     | 1            |
| 1    | Lokalt självstyre på högre nivå 광역자치단체 廣域自治團體 | Särskild stad                  | 특별시      | 特別市      | teukbyeolsi           | 1            |
| 1    | Lokalt självstyre på högre nivå 광역자치단체 廣域自治團體 | Särskild självstyrande stad    | 특별 자치시 | 特別自治市  | teukbyeol-jachisi     | 1            |
| 1    | Lokalt självstyre på högre nivå 광역자치단체 廣域自治團體 | Storstad                       | 광역시      | 廣域市      | gwangyeoksi           | 6            |
|      |                                                           |                                |             |             |                       |              |
| 2    | Lokalt självstyre på grundnivå 기초자치단체 基礎自治團體  | Stad                           | 시          | 市          | si                    | 60           |
| 2    | Lokalt självstyre på grundnivå 기초자치단체 基礎自治團體  | Stad (specifik)                | 시 (특정시) | 市 (特定市) | si (teukjeongsi)      | 15           |
| 2    | Lokalt självstyre på grundnivå 기초자치단체 基礎自治團體  | Stad (administrativ)           | 시 (행정시) | 市 (行政市) | si (haengjeongsi)     | 2            |
| 2    | Lokalt självstyre på grundnivå 기초자치단체 基礎自治團體  | Landskommun                    | 군          | 郡          | gun                   | 82           |
| 2    | Lokalt självstyre på grundnivå 기초자치단체 基礎自治團體  | Distrikt (självstyrande)       | 구 (자치구) | 區 (自治區) | gu (jachigu)          | 69           |
| 2    | N/A                                                       | Distrikt (ej självstyrande)    | 구 (일반구) | 區 (一般區) | gu (ilbangu)          | 35           |
|      |                                                           |                                |             |             |                       |              |
| 3    | N/A                                                       | Köping                         | 읍          | 邑          | eup                   | 216          |
| 3    | N/A                                                       | Socken                         | 면          | 面          | myeon                 | 1198         |
| 3    | N/A                                                       | Stadsdel (fastighetsregister)  | 동 (법정동) | 洞 (法定洞) | dong (beopjeongdong)  | 2073         |
| 3    | N/A                                                       | Stadsdel (administrativt)      | 동 (행정동) | 洞 (行政洞) | dong (haengjeongdong) | 2073         |
|      |                                                           |                                |             |             |                       |              |
| 4    | N/A                                                       | By (urban)                     | 통          | 統          | tong                  |              |
| 4    | N/A                                                       | By                             | 리          | 里          | ri                    |              |
|      |                                                           |                                |             |             |                       |              |
| 5    | N/A                                                       | Liten by                       | 반          | 班          | ban                   |              |